# تشارلز كوربيت باول ويلسون
تشارلز كوربيت باول ويلسون (بالإنجليزية: Charles Corbett Powell Wilson)‏ هو مهندس مدني ومهندس أسترالي، ولد في 1857، وتوفي في 1938.